# Sick Again
"Sick Again" é uma canção da banda britânica de rock Led Zeppelin. Lançada em seu sexto álbum de estúdio Physical Graffiti de 1975, sendo esta a décima quinta e última faixa do álbum. A canção foi lançada em 24 de fevereiro de 1975, simultaneamente a mesma data de lançamento do álbum, a canção foi composta pela dupla Page e Plant e gravada no estúdio da Swan Song Records, gravadora criada pelos próprios membros da banda.

## Significado das letras
Está canção foi escrita principalmente por Robert Plant e fala sobre adolescentes groupies, ou como ele chamou de "LA Queens".  Com quem a banda estava familiarizada em sua turnê de 1973 nos Estados Unidos. Ele teve piedade sobre essas garotas que se reuniam para os quartos de hotel da banda para oferecer-lhes favores. Em uma entrevista que ele deu em 1975, ele forneceu uma explicação da letra:
| “ | Se você ouvir "Sick Again", uma faixa de Physical Graffiti, as palavras mostram que me sinto um pouco triste pelas garotas. "Agarrarem páginas de um sonho adolescente no lobby do Hotel Paradise/Através do circo da L.A. Queen quão rápido você aprende o caminho do retrocesso." Um minuto ela tem 12 anos e no minuto seguinte, ela tem 13 anos e por cima. Uma vergonha. Elas não tem o estilo que tinham nos velhos tempos ... no caminho de volta à 1968. | ” |

Vocais de Plant são, porém, um pouco difíceis de serem ouvidos, porque eles não são proeminentes na mistura.
Jimmy Page realizou esta canção em sua turnê com o The Black Crowes em 1999. Uma versão de "Sick Again" realizado por Jimmy Page & The Black Crowes podem ser encontradas no álbum Live at the Greek.

## Créditos
- Robert Plant - vocal
- Jimmy Page - guitarra
- John Paul Jones - guitarra elétrica
- John Bonham - bateria